# Emil Colerus von Geldern
Emil Colerus Silvester von Geldern (Ljubljana, 31. prosinca 1856. – Beč, 30. siječnja 1919.) je bio austrougarski general i vojni zapovjednik. Tijekom Prvog svjetskog rata zapovijedao je III. korpusom na Istočnom bojištu.

## Vojna karijera
Emil Colerus je rođen 31. prosinca 1856. u Ljubljani. Jednako kao i njegova braća Egmont, Oskar i Wendelin, i Emil je odabrao vojni poziv pohađajući vojnu školu u St. Pöltenu. Nakon toga pohađa Terezijansku vojnu akademiju u Bečkom Novom Mjestu, te nakon završetka iste, od rujna 1877., s činom poručnika služi u 44. pješačkoj pukovniji smještenoj u Mostaru. S navedenom pukovnijom sudjeluje u okupaciji Bosne i Hercegovine u kojoj pukovnija nije sudjelovala u značajnijim sukobima. U svibnju 1882. promaknut je u čin natporučnika, te je nakon završetka Vojne akademije u Beču u studenom 1884. raspoređen na službu u Glavni stožer. U studenom 1897. unaprijeđen je u čin satnika, te raspoređen na službu u ministarstvo rata u Beču. Potom od svibnja 1892. služi u 76. pješačkoj pukovniji u Sopronu, da bi u listopadu 1893. ponovno bio raspoređen na službu u Glavnom stožeru. Ubrzo nakon toga imenovan je predavačem u Vojnoj akademiji u Beču gdje je u studenom 1894. unaprijeđen u čin bojnika, te potom u studenom 1896. u čin potpukovnika. U rujnu 1897. premješten je na službu u 44. pješačku pukovniju u kojoj je već ranije služio.
U travnju 1900. imenovan je načelnikom stožera VII. korpusa sa sjedištem u Temišvaru na kojoj dužnosti je u svibnju primio i promaknuće u čin pukovnika. Dužnost načelnika stožera VII. korpusa obnaša do ožujka 1906. kada preuzima zapovjedništvo nad 53. pješačkom brigadom smještenom u Košicama. Ubrzo nakon toga, u svibnju, promaknut je u čin general bojnika, da bi potom u listopadu postao zapovjednikom 49. pješačke brigade sa sjedištem u Beču. Navedenu dužnost obnaša do listopada 1909. kada je imenovan zapovjednikom 6. pješačke divizije smještene u Grazu tijekom koje dužnosti je u svibnju 1910. unaprijeđen u čin podmaršala. U siječnju 1914. postaje zapovjednikom III. korpusa koji je također imao sjedište u Grazu na čijem čelu dočekuje i početak Prvog svjetskog rata. Ubrzo nakon navedenog imenovanja, u svibnju 1914. promaknut je u čin generala pješaštva.

## Prvi svjetski rat
Na početku Prvog svjetskog rata III. korpus nalazio se u sastavu Armijske grupe Kövess kojom je na Istočnom bojištu zapovijedao Hermann Kövess. Odmah po dolasku na bojište korpus je sudjelovao u teškim borbama istočno od Lemberga i kod Zloczowa. Krajem kolovoza III. korpus ulazi u sastav 2. armije koja je pristigla s Balkanskog bojišta u sastavu koje sudjeluje u Galicijskoj bitci. 
U listopadu 1914. Colerusov III. korpus je premješten u sastav 3. armije pod zapovjedništvo Svetozara Borojevića. U sastavu 3. armije Colerus sudjeluje u pokušaju deblokade Przemysla nakon čega se korpus morao povući na položaje u Karpatima. Početkom prosinca III. korpus pod Colerusovim zapovjedništvom sudjeluje u borbama oko Limanowe-Lapanova i prolaza Dukla. Colerus s III. korpusom sudjeluje i u Karpatskoj ofenzivi početkom 1915. godine. U borbama u teškim zimskim uvjetima Colerusov III.korpus se morao povući nakon čega je u ožujku 1915. Colerus smijenjen s mjesta zapovjednika III. korpusa na kojem mjestu ga je zamijenio Josef Krautwald.

## Umirovljenje
Nakon smjene Colerus je jedno vrijeme bio na raspolaganju, da bi konačno u rujnu 1915. bio umirovljen. U kolovozu 1917. je i odlikovan od strane novog cara Karla, ali do kraja rata nije dobio novo zapovjedništvo. Preminuo je 30. siječnja 1919. u 63. godini života u Beču.

## Vanjske poveznice
(eng.) Emil Colerus von Geldern na stranici Austro-Hungarian-Army.co.uk

(eng.) Emil Colerus von Geldern na stranici Oocities.org

(njem.) Emil Colerus von Geldern na stranici Weltkriege.at

(njem.) Emil Colerus von Geldern na stranici Biographien.ac.at